# Paso Duarte
Paso Duarte é uma junta de governo da província de Entre Ríos, na Argentina.